# Александријска богословска школа
Александријска катехетска школа била је школа хришћанских теолога и свештеника у Александрији. Наставници и ученици школе (познате и као Дидаскалијум) имали су утицаја на многе ране теолошке контроверзе хришћанске цркве. Била је један од два главна центра проучавања библијске егзегезе и теологије током касне антике, а међу другим школама које су се бавиле истим пословим је била и школа из Антиохије.
Према Јерониму Александријску школу је основао апостол Марко. Најранији забележени управитељ био је наводно Атинагора (176). Наследио га је Пантен 181. године, кога је на челу школе наследио његов ученик Климент Александријски 190.
Остали значајни теолози који су повезани са школом укључују Оригена, Григорија Тауматурга, Херакласа, Дионисија „Великог“ и Дидима Слепог. Други, укључујући Јеронима и Василија, путовали су у школу ради комуникације са тамошњим научницима.
Коптска богословска школа у Каиру тврди да она има континуитет са древном школом.

## Почетак
Александријска катехетска школа је најстарија катехетска школа на свету. Јеронима бележи да је хришћанску школу у Александрији основао сам свети Марко , а први управник кога је именовао свети Марк био је свети Јустус, који је касније постао шести александријски епископ. Постоји још једно мишљење да је школа основана средином другог века, око 190.г. н.е.
Под вођством научника Пантена, александријска школа је била важна институција религиозног учења, где су ученике подучавали научници попут Атинагоре, Климента, Дидима и великог Оригена, који се сматрао оцем теологије и који је такође био активан на пољу коментарисања и упоредних библијских студија. Многи научници, попут Јеронима, посетили су Александријску школу да би разменили идеје и директно комуницирали са њеним ученицима.
Делокруг ове школе није био ограничен на теолошке предмете. Осим предмета попут теологије, хришћанске филозофије и Библије; такође су предаване науке, математика и грчка и римска књижевност, логика и уметност. Метод питања и одговора за коментаре започео је тамо, и 15 векова пре Браја, слепи ученици у школи су користили технике резбарења дрвета да би читали и писали.

## Александрија пре катехетске школе
"Отприлике два века пре Христовог рођења, и исти период после њега, Александрија је била велико седиште интелектуалне културе и дом грчке филозофије. Била је тачка спајања три континента и постала је борилиште, где су религије Истока биле суочене лицем у лице са филозофским веровањима Запада и где су обе представљали њихови најспособнији прваци “.
„Прича о Александрији почиње са Александром Великим. Освојивши Египат, задужио је Птоломеја Лага да изгради Александрију. Улице су биле засноване на Аристотеловом идеалном урбанистичком плану; пројектоване су на правоугаоној мрежи и оријентисане су на југозапад како би пружили заклон од северног ветра и искористили западни ветар. Поред Серапеума(храм) стајала је Библиотека ћерка. Била је отворена за јавност и према песнику Калимаху садржала је 42.800 књига. У срцу класичног града лежао је Мусеион, прва јавна истраживачка установа и Велика библиотека, за коју се наводи да је садржала 700.000 свитака. Музеј и библиотека нису били отворени за јавност, већ су били резервисани за научнике који су се бавили истраживањима из обасти филологије, математичких наука и астрологије. Обе институције биле су чувене по својим достигнућима. Математичку школу основао је Еуклид у четвртом веку пре нове ере. Први директор библиотеке, Ератостен, био је прва особа која је израчунала обим земље, у оквиру два процента савремених мерења. "

## Катехетска школа
"Сврха школе била је снабдевање знањем бранилаца хришћанске вере. Светску славу није стекла све док Пантен није постао њен учитељ. Био је родом са Сицилије, а пре преласка на хришћанство, стоички филозоф. Каже се да га је обратио један од ученика Светог Марка. Постао је управник Катехетске школе око 180. Одмах је кренуо са увођењем промена које су у великој мери допринеле њеној будућој слави. Спој који је постигао између теологије и филозофије. Климент, наследник Пантена, је на овај спој гледао сумњичаво. "...
Присталице Пантена „гледали су на ову филозофију као на„ дар Божји “,„ дело божанског провиђења “, које је требало да буде за незнабошце оно што је Закон био за Јевреја, односно средство њиховог оправдања и припрема за Јеванђеље. Они су сматрали да између тако откривене религије и филозофије, тако схваћене и објашњене, не може бити антагонизма; али да се, напротив, ови други могу на различите начине подредити интересима првих: (а) обучавајући ум за тачно размишљање и расуђивање, и тако припремити ум за виши проучавање теологије. (б) достављањем доказа и илустрација многих истина заједничких двеју наука. (ц) откривањем и бацањем у научни облик истине Откривења.
Овој заједници су се супротставили „позитивни учитељи“ Западне цркве, нарочито Тертулијан и Свети Кипријан.
Пантенов наследник је био Тит Флавије Климент, Климент Александријски. Климент је постављен 192. године. На његова предавања је похађао је велики број пагана. Започео је са оним истинама које су се могле показати из филозофије, у сврху вођења својих слушалаца по степенима како би прихватили хришћанску веру. Није се ограничио на усмено предавање. Написао је бројна дела у корист оних који нису могли да присуствују његовим предавањима.
202 године је побегао у Палестину због прогона Септимија Севера. После четири године вратио се ".
"Прве велике личности Цркве у Египту били су научници, а не епископи, управници катехетске александријске школе: Клемент (160-215) и Ориген (185-251). Обојца су били упућени у грчку филозофију и њихово животно дело представљало је велику интеграцију: они су хришћанство из локализованог култа за најсиромашнију класу претворили у потпуно развијену религију са филозофијом и космологијом. "

## Крај ове школе
"Константинопољски сабор, сазван 381. године", мало након смрти светог Атанасија Александријског, "имао је далекосежне последице за Египат". Након што је прогласио примат римског епископа на штету александријске власти, у нередима који су избили уништена је школа. „Међутим, поново је отворена на другом месту 1893. године.

## Ориген-ово дело
Ориген је предузео ово велико дело да докаже (образложи)верзију Библије Септуагинте. Оригинални рукопис је сачуван у Цезареји, где је речено да су га Арапи уништили кад су град заузели 653. године. Управо је Ориген, на кога се генерално гледа као на оца библијске критике, дао Александријској катехетској школи висок карактер који је уживала у библијским студијама. Први је повукао јасну разлику између различитих чула која Свето писмо може имати, наиме, дословно, морално и мистично или алегоријско “.

## Александрија у 21. Веку
„Александрија, некада дом чудима света, наставила је да пада из милости у немилост док је сваки нови владар градио мање грађевине које ће се мање памтити у слојевима над древним градом. Много је изгубљено. Локације древног Мусеиона са суседним школама и Велика библиотека, првобитне цркве Светог Марка и Катехетске школе нису познате; то нису ни гробнице Александра ни било које од древних улица које је описало толико посетилаца. Од две Сунчеве и Месечеве капије није преживео ни опис. "

## Хронолошка листа декана
1. Јустус, (62-118)
2. патријарх Еуменије, (118-129)
3. патријарх Маркијан, (129-152)
4. Пантен, (181-190)
5. Климент Александријски, (190-202)
6. Ориген, (203-?)
7. патријарх Хераклије, (? -231)
8. патријарх Дионисије, (231-247)
9. Теогност, (3. век)
10. Пијерије, (4. век)
11. патријарх Ахила, (4. век)
12. Петар, (4. век)
13. Серапион, (4. век)
14. Макарије, (4. век)
15. Дидим Слепи, (340-391)
16. Родон, (5. век)
17. Игуман манастира Светог Макарија Великог (5. век - 19. век)
18. Јоусиф Маркарије, (1893-1918)
19. Хабиб Гиргис, (1918-1951)
20. Фр. Ибрахим Атиа, (1951-?)
21. Шеноуда , (1962-1987)
22. Епископ Григорије, (1987– данас)

## Значајни чланови
|  | - Еумен, 7. александријски патријарх - Маркијан, 8. александријски патријарх - Јулијан, 11. александријски патријарх - Атинагора Атински - Пантен - Климент Александријски - Хераклије, 13. александријски патријарх | - Александар, епископ јерусалимски - Ориген - Дионисије, 14. александријски патријарх - Петар, 17. александријски патријарх - Ахила, 18. александријски патријарх - Александар, 19. александријски патријарх - Атанасије, 20. александријски патријарх | - Тимотеј, 22. Александријски патријарх - Кирил, 24. Александријски патријарх - Диоскор, 25. Александријски патријарх - Григорије Богослов, цариградски патријарх - Дидим Слепи - Хабиб Гиргис - Шеноуда ИИИ, 117. александријски папа |